# San Isidro (Spanyolország)
San Isidro község Spanyolországban, Alicante tartományban. Lakosainak száma 2312 fő (2024).

## Fekvése
San Isidro Albatera, Callosa de Segura, Catral, Crevillent és Granja de Rocamora községekkel határos.

### Vasúton
Az Alicante - Murcia vasútvonalon az Albatera - Catral vasútállomásnál közelíthető meg.

## Népessége
A település lakosságának változását az alábbi diagram mutatja:
| Lakosok száma | 1294 | 1332 | 1401 | 1806 | 1934 | 1891 | 1915 | 1986 | 2146 | 2312 |
|               | 2001 | 2004 | 2006 | 2009 | 2011 | 2014 | 2016 | 2019 | 2021 | 2024 |